# Saint-Martin-des-Champs (kyrkobyggnad)
Saint-Martin-des-Champs är en kyrkobyggnad i Paris, invigd åt den helige Martin av Tours. Kyrkan, som är uppförd i romansk stil, är belägen vid Rue Saint-Martin i Paris tredje arrondissement.